# Genrikh Jagoda
Genrikh Grigorjevitj Jagoda (russisk: Генрих Григорьевич Ягода, tr. Genrikh Grigorjevitj Jagoda; født russisk: Генах Гершенович Ягода tr. Genakh Gersjenovitj Jagoda og senere russisk:  Энох-Генрих (Енох) Гершенович и Генрих Гершенович Enokh-Genrikh (Enokh) Gersjenovitj og Genrikh Gersjenovitj, født 10. juli 1891 i Rybinsk og død ved henrettelse 15. marts 1938 i Moskva) var chef for det sovjetiske sikkerhedspoliti NKVD fra 1934 til han erstattedes af Nikolaj Ivanovitj Jesjov i 1936.

## Biografi
Jagoda blev medlem af en anarkistisk-kommunistisk gruppe i 1907 og deltog i oktoberrevolutionen i 1917. Fra 1918 arbejdede han i Petrograd-tjekaen og blev med tiden Vjatjeslav Mensjinskijs nærmeste mand. I 1934, efter Mensjinskijs død, blev Jagoda chef for NKVD. Jagoda ansås for at være en person, der hengav sig til nydelser, især hasardspil og kvinder.[kilde mangler] Ifølge den amerikanske historiker Richard Spence smuglede Jagoda træ fra Gulag og solgte det i Canada i forbindelse med bygningen af Hvidehavskanalen. Fortjenesten indsatte han på sin schweiziske bankkonto.
Efter udrensningerne ovenpå mordet på Kirov blev Jagoda anklaget for højforræderi og deltagelse i en højretrotskistisk gruppe og erstattet af Nikolaj Jesjov som NKVD-chef. Efterfølgende blev Jagoda dømt til døden under Moskvaprocesserne og arkebuseredes sammen med de øvrige dømte.
I 2015 kom Jagodas rolle igen for retten i Rusland. I en appelsag afgjorde højesteret, at Jagoda, ikke som de øvrige dømte i Moskvaprocesserne skulle rehabiliteres.